# Paul Servais
Pour les articles homonymes, voir Servais (homonymie).
 (décembre 2020).
Paul Servais est un historien et archiviste belge né en 1950.

## Biographie
Paul Servais a suivi des études en histoire à l'Université catholique de Louvain, où il obtient un doctorat en philosophie et lettres : histoire. À la suite de ses études, il est orienté par son promoteur de thèse, Joseph Ruwet, un professeur d'université et bibliothécaire bibliothécaire en chef à l'Université Catholique de Louvain, vers les archives des cliniques universitaires où il se forme à la gestion des documents d’archives dès 1976.
En 1998, Paul Servais retourne à l'Université catholique de Louvain, mais cette fois-ci en tant que professeur titulaire et non plus en tant que professeur invité ou chargé de cours. Il se voit également confié la gestion des fonds et des collections d'archives de l’Université. Il enseigne l’histoire économique et sociale des périodes moderne et contemporaine, l’histoire des institutions contemporaines, l’histoire de l’expansion européenne outre-mer et l’histoire de la Chine. Il enseigne également l’archivistique aux étudiants de la maîtrise en Histoire, puis prend sa retraite en 2015.
Il est l’initiateur des Journées des Archives de l’Université catholique de Louvain. Il a également dirigé la collection Publications des archives de l’Université catholique de Louvain. Après sa retraite, Paul Servais continue de publier ses écris, de participer à des conférences et des colloques, et d’enseigner à titre de professeur ordinaire émérite dans les deux domaines qui ont forgé sa carrière.
Il est l'un des fondateurs de l'Association des archivistes francophones de Belgique (AAFB). Il est membre du Conseil international des archives (ICA) ; plus spécifiquement de la branche régionale européenne EURBICA et de la Section des archives des universités et des institutions de recherche - SUV.

## Contribution intellectuelle
Dans ses écrits en archivistique, Paul Servais s'intéresse particulièrement à l’évolution du rôle de l’archiviste en tant que médiateur, sa relation avec les usagers et l’impact de l'innovation technologique sur ses pratiques.
Dans Archives et archivistes dans 15 ans et Archivistes de 2030, il présent l’archiviste non seulement en tant que gardien des archives, mais avec des missions qui vont au-delà du périmètre des institutions publiques. Elles englobent également la gestion du patrimoine et de la mémoire au service de la société. Cette société qui subit des évolutions majeures a un impact sur l’environnement des archives. Ainsi, la présence du numérique influence directement la création, la forme, le traitement et la valorisation d'une archive. Elle modifie les pratiques et la position (le rôle) de l’archiviste face à son public. En effet, l’utilisation des archives n’est pas la même d’il y a 20 ans, les besoins du public ont également évolués, l’archiviste doit donc se positionner et s’outiller pour faire face aux réalités actuelles. L’archiviste aujourd’hui fait face à une multiplicité de formats, de besoins, et d’outils. Se former pour assurer l’ensemble de ses missions est primordiale. Cette formation doit également être adaptée aux « nouvelles préoccupations tant des producteurs que des usagers » (David, 2016).
Dans son ensemble, Paul Servais nous conduit dans une réflexion qui pousse à la réexaminer des fondements archivistiques, de ses fonctions, de ses missions et la formation des futurs archivistes.
Toujours lié au rôle de médiateur de l’archiviste, Servais s’attaque ensuite, dans Les maltraitances archivistiques, aux défis et aux questions d’éthiques archivistiques, notamment la falsification, l’instrumentalisation, ou encore la censure. Il met en avant ensuite des nouvelles pratiques, procédures et de nouveaux outils permettant à l’archiviste de mener à bien sa mission. Cet aspect est également étroitement lié à l’évolution technologique et aux questions juridiques qui entourent les archives.
Au travers de ses ouvrages, Paul Servais s’interroge sans cesse sur l’avenir de la profession de l’archiviste et sur la relation de celui-ci avec les usagers, il encourage une médiation documentaire plus active. Il promeut également une archivistique qui se questionne et se renouvelle continuellement; s’adaptant aux nouveaux besoins des usagers, à la transformation des archives, ainsi qu’à l’évolution des pratiques et des technologies liées à la fonction archivistique.
Du point de vue historique, après une thèse qui met en évidence de l’importance du crédit et de ses modalités, il se concentre sur toute une série de travaux qui touchent à  l’histoire économique et sociale et  à l’étude de la famille perçue non seulement comme acteur économique, mais aussi comme cellule de formation et de transmission.
Dans le premier domaine, il participe à la réflexion autour du concept de proto-industrialisation, puis étudie, notamment par le biais des inventaires après-décès, la culture matérielle, plus particulièrement le « système des objets », de même que l’alimentation.
Dans le second, il participe au projet de comparaison démographique et familiale dit « Eurasien » avec Michel Oris et Georges Alter, mais examine également l'impact des considérations religieuses sur les conceptions et les formes de la famille occidentale en utilisant d’une part les documents notariés, d’autre part les manuels publiés surtout à partir du 19e siècle, enfin différentes œuvre littéraires.
Il s'intéresse enfin aux relations Orient-Occident, que ce soit pour ce qui est des modalités d’accumulations des connaissances sur l'Orient en Occident ou de la construction des images, représentations et stéréotypes de l’Orient en Occident, en privilégiant une logique de regards croisés.
En introduction à la réédition d’un certain de ces articles à l’occasion de son éméritat Silvia Mostaccio a pu écrire : « Comment se fait-il qu’un historien formé à l’histoire économique et sociale ait pu développer un parcours cohérent à travers des hématiques aussi différentes que l’évolution de la rente et du crédit hypothécaire en terre de Liége au 18esiècle, la littérature dévote bourgeoise en langue française du 20e siècle, les représentations de la Chine par les savants et les aventuriers du 19e et du 20e siècle ?
En lisant ces études, on se rend compte que le fil rouge reliant des objets d’enquête si différents est celui que Paul Servais définit à plusieurs reprises comme la composante humaine. Un élément constitutif et unificateur d’expériences diverses, comme le sont les sphères d’action mobilisées par tout être humain dans le courant de sa vie. Si chaque historien est avant tout le fils de son temps, Paul Servais est un enfant des Annales, avec toute la richesse de cette tradition historiographique capable de circuler entre les sources les plus disparates dans la confiance déterminée de ceux qui veulent saisir l’homme ».

## Distinctions
- 1982 : Prix Léon Leclère de l'Académie Royale de Belgique.
- 1982 : Prix Pro Civitate du Crédit communal de Belgique

## Publications
En archivistique
- 2009 : P. Servais et C. Schoukens (eds.)L’erreur archivistique - De la compréhension de l’erreur à la perception et à la gestion des incertitudes, Louvain-la-neuve, Belgique : Academia - Publications des archives de l’Université catholique de Louvain.
- 2012 : P. Servais (ed.), Les maltraitances archivistiques : falsifications, instrumentalisations, censures, divulgations, Louvain-la-Neuve : Academia-L’Harmattan. Publications des archives de l'Université catholique de Louvain.  (ISBN 978-2-87209-980-1).
- 2015 : P. Servais, F. Mirguet (eds.), L’archiviste dans quinze ans : vers de nouveaux fondements, Louvain-la-Neuve : Academia-L’Harmattan. Publications des archives de l’Université catholique de Louvain.  (ISBN 978-2-8061-0225-6).
- 2015 : P. Servais, F. Mirguet (eds.), Archivistes de 2030 : réflexions prospectives, Louvain-la-Neuve : Academia-L’Harmattan. Publications des archives de l’Université catholique de Louvain.  (ISBN 978-2-8061-0214-0).
- 2016 : P. Servais, F. Mirguet (eds.), L’archiviste dans quinze ans : nouvelles attentes, nouvelles responsabilités, nouveaux défis, Louvain-la-Neuve : Academia-L'Harmattan. Publications des archives de l’Université catholique de Louvain.  (ISBN 978-2-8061-0263-8).

En histoire
- 2022 : P. Servais (éd.), La fonction de Doyen et son évolution (1988-2018. Partages d'expérience, Academia, Louvain-la-Neuve,  (ISBN 978-2-8061-0664-3), 437 p.
- 2021 : Des Auxiliaires laïques des missions à l'Association fraternelle internationale. Histoire d'une insertion dans l'Église et le Monde (1937-2017), Presses universitaires de Louvain, Louvain-la-Neuve,  (ISBN 978-2-39061-150-9), 522 p. [lire en ligne]
- 2020 : P. Servais (ed.), Connaissons-nous la Chine ?, Academia-L'Harmattan, Louvain-la-Neuve,  (ISBN 978-2-8061-0517-2), 238 p, [lire en ligne]
- 2019 : P. Servais, Arnaud Join-Lambert (ed.), Trajectoires missionnaires en Asie orientale, Presses Universitaires de Louvain, Louvain-la-Neuve,  (ISBN 978-2-87558-803-6), 402 p. [lire en ligne]
- 2017 : P. Servais, A. Join-Lambert (éd.), Vincent Lebbe et son héritage, Presses Universitaires de Louvain, Louvain-la-Neuve,  (ISBN 978-2-87558-587-5), 264 p. [lire en ligne]